# Římskokatolická farnost Dolní Bukovsko
Římskokatolická farnost Dolní Bukovsko je územním společenstvím římských katolíků v rámci vikariátu České Budějovice - venkov českobudějovické diecéze.

## O farnosti

### Historie
V roce 1359 je v Dolním Bukovsku doložena plebánie. V kostele Narození Panny Marie se z této doby dochovaly gotické nástěnné malby, které byly později zakryty a da facto náhodně byly objeveny v roce 1935. Duchovní správa neexistovala v Dolním Bukovsku kontinuálně. Středověká plebánie později v důsledku dějinných událostí zanikla. Bukovsko bylo přifařeno k farnosti ve Veselí nad Lužnicí. V roce 1703 se Dolní Bukovsko stalo součástí farnosti Bošilec. Z této doby se dochovaly stížnosti bukovských obyvatel na bošileckého faráře, který pouze využíval výnosy, které měly zajišťovat živobytí kněze, ale duchovní správu konal pouze v Bošilci a o Bukovsko se vůbec nestaral. Farníci navrhovali řešit tento problém ustanovením kněze - expozity, který by byl podřízen bošileckému faráři, ale měl na starosti primárně duchovní službu v Bukovsku. Situace však dlouho nebyla řešena vůbec. Až v roce 1786 byla v Dolním Bukovsku ustanovena lokálie, ze které byla v roce 1858 vytvořena samostatná farnost. Farní pozemky nicméně zůstaly knězi z Bošilce a do Bukovska byly převedeny až koncem 19. století.
Přifařené Horní Bukovsko bývalo původně samostatnou farností. Ta však zanikla v důsledku husitských válek a již nikdy nebyla obnovena.

### Současnost
Farnost Dolní Bukovsko je administrována ex currendo ze Ševětína.
| Fotografie | Kostel                      | Místo          | Bohoslužba                                            | Bohoslužba             | Poznámka        |
| ---------- | --------------------------- | -------------- | ----------------------------------------------------- | ---------------------- | --------------- |
|            | Kostel Narození Panny Marie | Dolní Bukovsko | neděle                                                | 10.00                  | farní kostel    |
|            | Kostel sv. Štěpána          | Horní Bukovsko | Velikonoční pondělí 2. neděle v červenci 26. prosinec | 10.00                  | filiální kostel |
|            | Kaple                       | Hvozdno        | neslouží se pravidelně                                | neslouží se pravidelně | obecní kaple    |
|            | Kaple                       | Pelejovice     | neslouží se pravidelně                                | neslouží se pravidelně | obecní kaple    |